# Rababi
Rababi est le nom donné à certains musiciens sur le sous-continent indien; ce mot aurait été créé par Guru Nanak le fondateur du sikhisme; c'est en tout cas à cette période qu'il s'est popularisé. Il y a trois sortes de musiciens dans le sikhisme: les rababis, les ragis et les dhadis. Rababi vient du mot rabab une variante du mot rebec, l'instrument à cordes qu'ils utilisent, entre guitare et violon. Les rababis jouaient un rôle de musiciens de temple lors des kirtans, les sessions de prières chantées sikhes, certaines traductions donnent le mot simple: choristes pour les qualifier; cependant ils ont avant tout musiciens et ont aussi créé des hymnes pour les courants religieux asiatiques.